# بشیره بن مراد
بشیره بن مراد (عربی: بشيرة بن مراد) (زاده: سال ۱۹۱۳ – درگذشته: ۴ می ۱۹۹۳) از رهبران جنبش زنان تونس بود، وی در یک خانواده مشهور مذهبی و علمی به دنیا آمد، پدر بزرگ وی شیخ احمد بن مراد یک مفتی حنفی، و پدرش شیخ محمد صالح بن مراد از شیوخ اسلام حنفی بود.

## فراگیری
بشیره آموزشهای خود را از جمعی از شیوخ مسجد الزیتونه از جمله پدربزرگش و محمد مناشو که به وی ادبیات و نویسندگی را آموخت فراگرفت. وی همزمان به حفظ قرآن و یادگیری عربی پرداخت و بسیاری از اشعار عربی را نیز حفظ نمود و توانست به نویسندگی در مطبوعات و سخنرانی در اجتماعات زنان و حتی جلسات مختلط بپردازد.

## فعالیت در اتحادیه زنان
بشیره بن مراد به همراه خواهرش نجیبه و تعداد دیگری از زنان مرفه تونسی به فعالیت در امور خیریه پرداخت، در دسامبر ۱۹۳۶ جزو پایه‌گذاران اتحادیه زنان تونس بود، این اتحادیه در سال ۱۹۳۸ به رسمیت شناخته شد و علی‌رغم اینکه به این اتحادیه جواز داده نشد ولی تا سال ۱۹۵۱ فعالیت می‌کرد.
اولین فعالیت برجسته بشیره مراد تأسیس انجمن زنان در سال ۱۹۳۶ بود که در برگیرنده زنان فعال در زمینه ملی و فرهنگی می‌شد و هدف آن خدمت به کشور و بهبودی و ارتقاء وضعیت زنان تونس بود. بلافاصله بعد از تأسیس این انجمن یک رژه بزرگ توسط زنان در پایتخت برگزار شد که بشیره بن مراد در حالی که پرچم تونس را حمل می‌کرد در جلوی آن قرار داشت. این انجمن نمایندگی‌هایی در نقاط مختلف کشور دایر کرد.

## افکار
بشیره بن مراد در یکی از فراخوانهایش به آموزش در سال ۱۹۳۸ نوشت: «زنان تونسی پیشرفت کرده‌اند و ایده‌های خود را گسترش داده‌اند و روند امور را هم دنبال می‌کنند خوب و بد و زشت و زیبای کشور از هر جنبه را فهم می‌کنند، در انجمن‌های خیریه و جلسات علمی شرکت می‌کنند و من بخاطر همه اینها خوشحالم.
من از مردمم می‌خواهم که به سختی برای علم و دانش تلاش کنند، برای گسترش آموزش و کنار زدن موانع دختران تونسی مدرسه بسازند و برای کمک جدی در مسیر کاری مفید، صحبتها و اتهام زنی را ترک کنند.»
بعد از استقلال تونس بشیره بن مراد از مشارکت فعال در کار زنان محروم شد.